# Pontonx-sur-l’Adour
Pontonx-sur-l’Adour (okzitanisch: Pontons) ist eine französische Gemeinde mit 2975 Einwohnern (Stand: 1. Januar 2022) im Département Landes der Region Aquitanien. Sie gehört zum Arrondissement Dax und zum Kanton Pays Morcenais Tarusate.

## Geografie
Pontonx-sur-l’Adour liegt am Fluss Adour, der auch die östliche Gemeindegrenze bildet. Umgeben wird Pontonx-sur-l’Adour von den Nachbargemeinden Laluque im Norden und Nordwesten, Bégaar im Nordosten, Saint-Jean-de-Lier und Gousse im Osten, Préchacq-les-Bains im Süden und Südosten, Téthieu im Süden und Südwesten sowie Saint-Vincent-de-Paul im Westen und Südwesten.

## Bevölkerungsentwicklung
| Jahr          | 1962 | 1968 | 1975 | 1982 | 1990 | 1999 | 2006 | 2018 |
| ------------- | ---- | ---- | ---- | ---- | ---- | ---- | ---- | ---- |
| Einwohner     | 1652 | 1620 | 1659 | 1638 | 1887 | 2071 | 2315 | 2839 |
| Quelle: INSEE |      |      |      |      |      |      |      |      |

## Sehenswürdigkeiten
- Kirche Sainte-Eugénie, 1879 erbaut

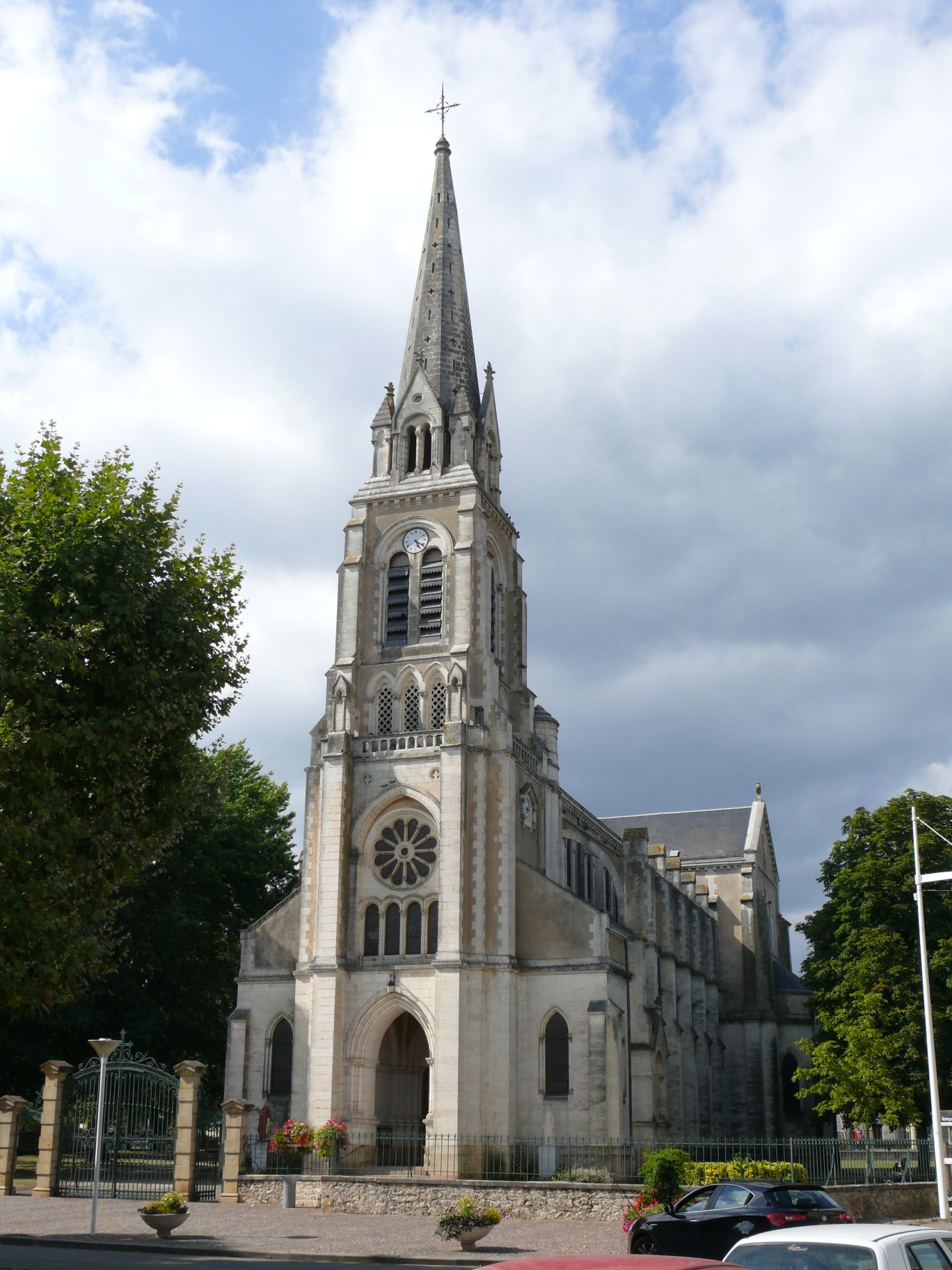
Kirche Sainte-Eugénie

- Kirche Saint-Caprais
- Arenen von Pontonx
- Haus Mancamp aus dem Jahre 1610